# ماوريتسيو كليريسي
ماوريتسيو كليريسي (بالإيطالية: Maurizio Clerici)‏ هو مجدف إيطالي، ولد في 16 مايو 1929 في فلورنسا في إيطاليا، وتوفي في 21 فبراير 2019.

## وصلات خارجية
- ماوريتسيو كليريسي على موقع الاتحاد الدولي للتجديف (الإنجليزية)
- ماوريتسيو كليريسي على موقع اللجنة الأولمبية الدولية (الإنجليزية)
- ماوريتسيو كليريسي على موقع أوليمبيديا (الإنجليزية)